# 卡本代爾鎮區 (伊利諾伊州傑克遜縣)
卡本代爾鎮區（英語：Carbondale Township）是位於美國伊利諾伊州傑克遜縣的一個行政鎮區。

## 地方資料
根據2010年美國人口普查的數據，卡本代爾鎮區的面積為98.90平方千米，當中陸地面積為96.90平方千米，而水域面積為2.00平方千米。當地共有人口29181人，而人口密度為每平方千米295.06人。